# Ethiopische hooglandlijster
De Ethiopische hooglandlijster (Turdus simensis; synoniem: Psophocichla litsitsirupa simensis) is een zangvogel uit de familie Turdidae (lijsters). De vogel werd in 1837 geldig beschreven door Eduard Rüppell als Merula (Turdus) simensis.

## Kenmerken
De vogel is 20 tot 22 cm, zo groot als een zanglijster. Opvallend zijn de zwarte vlekken op de "wangen". De vogel lijkt sterk op de acacialijster (T. litsitsirupa) uit zuidelijk Afrika, maar deze hooglandlijster is niet wit, maar licht okerkleurig met zwarte stippen op de borst en buik (evenals de zanglijster). Verder is deze lijster warm bruin van boven.

## Verspreiding en leefgebied
De vogel komt voor in de hooglanden van Eritrea en Ethiopië in terreinen met natuurlijk bos, struikgewas en graslanden op hoogten tussen 1500 en 3400 meter boven zeeniveau.